# سن ازدواج در ایران
سن قانونیِ ازدواج در ایران ۱۳ سال برای دختران و ۱۵ سال برای پسران است.
امروزه در ایران محدودیت سنی برای ازدواج وجود ندارد و ازدواج در هر سنی ممکن است. ازدواج کودکان هم در سنت و هم در قانون ایران وجود دارد. منتها ازدواج دختر کمتر از ۱۳ سال و پسر کمتر از ۱۵ سال «منوط است به اذن ولی به شرط مصلحت با تشخیص دادگاه صالح». ازدواج قبل از بلوغ (۹ سال قمری در دختران و ۱۵ سال قمری در پسران) توسط ولی کودک (پدر و جد پدری) انجام می‌شود.
تشخیص دادگاه نیز کاملاً از عرف منطقه تأثیر می‌گیرد.
لزوم اخذ مجوز دادگاه برای ازدواج کودکان از سال ۱۳۸۱ وارد قوانین ایران شد، تا پیش از آن تشخیص مصلحت فقط به عهده ولی کودک بود. هم‌اکنون نیز مجازاتی برای عدم کسب مجوز دادگاه تعیین نشده‌است. ازدواج دختران و رابطه جنسی در سن کمتر از ۱۸ سال در اروپا ممنوع است.

## تحقیق آماری از ازدواج در ایران
در آمار مربوط به سال ۱۳۹۴ در ایران بیشترین ازدواج مابین پسران ۲۰ تا ۲۴ سال و دخترانی از سن ۱۵ تا ۱۹ سال انجام می‌شود، و حدود ۸۴ درصد ازدواج‌ها برای مردان در سنین ۲۰ تا ۳۴ سالگی و حدود ۷۹ درصد برای زنان در سنین ۱۵ تا ۲۹ سالگی ثبت شده،(۸۶ درصد مردان در سن ۲۰ تا ۳۴ سالگی ازدواج می‌کنند و ۸۵ درصد زنان در سنین ۱۵ تا ۲۹ سالگی در کشور ازدواج می‌کنند) آمارها و شاخص‌های متعددی، از موفق‌تر بودن ازدواج‌های صورت گرفته در سنین ۲۰ تا ۲۴ سالگی حکایت دارند، براساس آمارهایی که به‌دست آمده، بهترین ازدواج‌ها در بین سنین ۲۰ تا ۲۴ رخ می‌دهد و با بالا رفتن سن ازدواج، تعداد طلاق در زنان از ۶ به ۲۲٫۵ درصد و در مردان از ۵٫۶ به ۳۲ درصد افزایش یافته‌است.
آمار و ارقام همچنین بیانگر این است که، ازدواج زنان و مردان در ایران در گسترهٔ سنی ۳۵–۱۲ سال برای زنان و۴۰–۱۵ سال برای مردان در نوسان است.
جمعیت مجردان قطعی که بین ۳۰ تا ۶۵ سال را شامل می‌شود یک میلیون و ۲۲۰ هزار نفر است و بر اساس سرشماری سال ۱۳۸۵، ۲۳ میلیون نفر هرگز ازدواج نکرده‌اند.
به‌طور کلی با وجود برابری تقریبی جمعیت مردان و زنان در کشور، حدود ۱۰ تا ۱۱ میلیون فرد مجرد بالاتر از سن ازدواج وجود دارد.
.
در سال ۱۳۹۰، میانگین سن ازدواج در مردان حدود ۲۶٫۷ سال و میانگین سن ازدواج در زنان ۲۳٫۴ سال بوده‌است که در سال ۱۳۹۲ این آمار در مردان به ۲۷٫۸ سال و در زنان ۲۳٫۱ تغیر کرده‌است.
سال‌ها پیش، حداقل سن ازدواج برای دختران ۱۵ سال و برای پسران ۱۸ سال بود و در شرایط خاص و با ارائه گواهی دادگاه، دختران از ۱۳ سالگی و پسران از ۱۵ سالگی می‌توانستند ازدواج کنند؛ بنابراین ازدواج زیر ۱۳ سال کاملاً ممنوع بود.
آمارهای سال ۱۳۹۴ نشان می‌دهد در این سال ۳۷۱۳۷ مورد ازدواج کودکان دختر زیر ۱۵ سال (حدود ۵/۵ درصد ازدواج‌ها) به‌طور رسمی به ثبت رسیده‌است که۹۰ درصد این آمار مربوط به دختران است. اما تحقیقات نشان می‌دهد تعداد ازدواج کودک ان محدود به آمار ثبت شده نیست زیرا در روستاها کودکان متعه (صیغه) می‌شوند و سال‌ها بدون ثبت رسمیِ ازدواج زندگی می‌کنند.(به این پدیده در برخی مناطق ازدواج به رسم عشایری گفته می‌شود).
در سال ۱۳۹۴، حدود پنج‌ونیم درصد زنانی که در این سال ازدواج کرده‌اند، کمتر از ۱۵ سال سن داشته‌اند. بنابر قانون مصوب سال ۱۳۸۱ حداقل سن قانونی ازدواج در ایران برای پسران ۱۵ سال تمام و برای دختران ۱۳ سال است با این‌حال قانونگذار، ازدواج دختران و پسران پایین‌تر از سن قانونی را با رعایت سه شرط امکان‌پذیر کرده‌است: اجازه ولی، رعایت مصلحت و تشخیص دادگاه صالح.
همچنین بر اساس آمار سال ۱۳۸۹، تعداد ۳۷۰۰۰ کودک ۱۰ تا ۱۸ ساله طلاق گرفته یا بیوه بوده‌اند. در هر سال ۸۰۰ دختر ۱۰ تا ۱۴ سال و ۱۵ هزار دختر ۱۵ تا ۱۹ سال در ایران طلاق گرفته‌اند. فقر مادی و باورهای سنتی علت این ازدواج‌های زودهنگام است.
در بیشتر موارد خانوادهٔ داماد به خانواده عروس که اغلب فقیر هستند پولی پرداخت می‌کنند.

### آمار گروه‌های سنی دارای بیشترین ازدواج مجدد در ایران
بنابر آمار مربوط به سال ۱۳۹۱ دختران در ردهٔ سنی ۲۰ تا ۲۴ سال، بیشترین گروه، از همسران را تشکیل می‌دهند، و برای ازدواج مجدد بر اساس آماری در سال ۱۳۹۲، بیشترین ثبت ازدواج دوم برای آقایان مربوط به گروه‌های سنی ۲۵تا ۳۴ سالگی و بیشترین ثبت ازدواج‌های دومِ خانم‌ها مربوط به گروه سنی ۲۰ تا ۲۹ سالگی می‌باشد.

## دلایل تأخیر ازدواج جوانان در ایران
پسران به دلیل نداشتن مسکن، و موقعیت اشتغال و ادامه تحصیلی که خودشان دارند از ازدواج دوری می‌کنند و تصمیم می‌گیرند تا سن ۳۰ سالگی مجرد مانده و بعد در شرایطی کاملاً مناسب ازدواج کنند. این‌همه در حالیست که برخی والدین نگران فرزندان‌شان و به خصوص دختران هستند چرا که دوست ندارند بعد از مرگ آن‌ها ازدواج کنند و کسی نباشد که در راستای انتخاب همسر و زندگی، آن‌ها را راهنمایی کند، در مقابل گفته‌ می‌شود دختران تمایلی به ازدواج ندارند چون احساس می‌کنند تأهل برای آن‌ها و آینده و پیشرفتشان سد است. به عقیدهٔ برخی کارشناسان درگذشته، پدر و مادر، احساس مسئولیت بیشتری می‌کردند ولی در حال حاضر این احساس مسئولیت کاهش یافته و فضای سنتی از بین رفته‌است، و مسئولیت‌پذیری پدر و مادر کمتر شده‌است و در نتیجه مشکلاتی، مانند مسکن در این راستا وجود دارد که سن ازدواج را در کشور ایران، بالاتر می‌برد.

## تاریخچه
ماده ۱۰۴۱ قانون مدنی ایران مصوب سال ۱۳۱۳ سن ازدواج برای دختران ۱۵ سال و برای پسران ۱۸ سال بود و در شرایط خاص و با ارائه گواهی دادگاه، دختران از ۱۳ سالگی و پسران از ۱۵ سالگی می‌توانستند ازدواج کنند؛ بنابراین ازدواج زیر ۱۳ سال کاملاً ممنوع بود.
قانون حمایت خانواده ۱۳۵۳ سن ازدواج را برای دختران به ۱۸ سال و برای پسران به ۲۰ سال افزایش داد و با گواهی دادگاه در صورت وجود مصلحت فقط برای دختران به ۱۵ سال کاهش می‌یافت.
در اصلاحات سال ۶۱ قانون مدنی ماده ۱۰۴۱ که ممنوعیت ازدواج کودکان را اعلام می‌کرد مغایر شرع تشخیص داده شد و نکاح قبل از بلوغ به شرط رعایت مصلحت توسط ولی طفل جایز شناخته شد. در قانون جدید به اجازه از دادگاه نیازی نبود.
در سال ۱۳۷۹ مجلس شورای اسلامی تلاشی برای تغییر ماده ۱۰۴۱ صورت گرفت، اما در شورای نگهبان خلاف شرع تشخیص داده شد و به مجمع تشخیص مصلحت نظام ارجاع شد.
لزوم اخذ مجوز دادگاه برای ازدواج کودکان از سال ۱۳۸۱ وارد قوانین ایران شد، تا پیش از آن تشخیص مصلحت فقط به عهده ولی کودک بود.هم‌اکنون نیز هرچند اخذ مجوز دادگاه الزامی است اما در صورت ازدواج بدون اخذ مجوز مجازات و جریمه‌ای در قوانین ایران پیش‌بینی نشده‌است. اما ماده ۶۴۶ قانون مجازات اسلامی برای ازدواج بدون اجازه ولی کودک مجازات شش ماه تا دو سال حبس را در نظر گرفته‌است.
بر اساس مصوبه مجمع تشخیص مصلحت نظام در ۱ تیر ۱۳۸۱ این ماده به این شکل تغییر یافت: «عقد نکاح دختر قبل از رسیدن به سن ۱۳ سال تمام شمسی و پسر قبل از رسیدن به سن ۱۵ سال تمام شمسی منوط است به اذن ولی به شرط مصلحت با تشخیص دادگاه صالح.»
معیارهای دادگاه‌های ایران برای صدور اجازهٔ ازدواج کودکان معمولاً شامل درخواست مشورت از پزشکی قانونی در مورد رسیدن کودک به بلوغ، و پرسیدن سوالاتی از دختر می‌شود. روند کار در هر دادگاه ممکن است متفاوت باشد و تشخیص دادگاه هم به شدت متأثر از عرف منطقه است.
کودک پس از رسیدن به سن بلوغ حق رد یا فسخ ازدواج را ندارد مگر اینکه مصلحت او در هنگام ازدواج رعایت نشده باشد که در این صورت حق قبول یا رد برای او موجود است.
در سال ۱۳۹۶ طرح دیگری برای اصلاح ماده ۱۰۴۱ به مجلس شورای اسلامی ارائه شد که به موجب این اصلاحیه نکاح دختر قبل از سیزده سال تمام شمسی و پسر قبل از شانزده سال سال تمام شمسی، ممنوع می‌شد و طی تبصره ای که در طرح آمده بود حداقل سن ازدواج در دختر شانزده سال تمام شمسی و در پسر هجده سال تمام شمسی قید شده و عقد ازدواج بین سنین سیزده تا شانزده در دختران و شانزده تا هجده در پسران منوط به اذن ولی و رعایت مصلحت و تشخیص دادگاه به شرط داشتن قابلیت صحت جسمی برای تزویج با نظر پزشکی قانونی بود.
طرح ارائه شده در سال ۱۳۹۷ از سوی کمیسیون حقوقی و قضایی مجلس شورای اسلامی برای لغو ازدواج کودکان دختر زیر ۱۳ سال رد شد.

## ازدواج به ولایت
تا پیش از انقلاب در حقوق مدنی این نظریه رایج بود که نکاح امر کاملاً شخصی است و ولی نمی‌تواند برای مولی علیه عقد نکاح ببندد. اما با تغییر قانون بر مبنای فقه اسلامی این اجازه به صراحت داده شد و ولی با رعایت مصلحت می‌تواند برای کودک همسر تعیین کند. مطابق نظر مشهور در فقه اگر ولی مصلحت صغیر را در همسرگزینی برای او رعایت کند، کودک پس از بلوغ حق رد یا فسخ ازدواج را ندارد، اما اگر مصلحت رعایت نشود عقد نکاح غیرنافذ است و صغیر پس از بلوغ می‌تواند آن را قبول یا رد کند.
همچنین در صورتی که ازدواج با دختر نابالغ بدون اذن ولی او صورت گیرد، مرد به شش ماه تا دو سال حبس محکوم می‌شود. این مجازات در ماده ۶۴۶ قانون مجازات اسلامی (۱۳۷۵) پیش‌بینی شده‌است. برای ازدواج با اذن ولی اما بدون موافقت دادگاه مجازاتی پیش‌بینی نشده و قانون ساکت است.
بر اساس قول مشهور فقها ولایت در مورد ازدواج منحصر به پدر و جد پدری است و به وصی منصوب از طرف آنان انتقال پیدا نمی‌کند.
بسیاری از فقها در رساله‌های عملیه خود متعه (صیغه یا ازدواج موقت) صوری کودک برای شخص دیگر را به عنوان روشی برای محرم شدن پدر یا مادر آن کودک با همسر طفل توصیه می‌کنند. هرچند در صورتی که امکان بهره‌گیری جنسی از کودک نباشد، در مورد صحت آن تردید وجود دارد.

## رابطه جنسی با همسر زیر ۹ سال در فقه شیعه
نظر مشهور در فقه امامیه رابطه جنسی کامل (دخول) شوهر با همسر زیر ۹ سال را ممنوع اما انواع دیگر رابطه جنسی با همسر زیر ۹ سال را بی‌اشکال می‌داند. روح‌الله خمینی در این مورد می‌نویسد: «کسی که زوجه‌ای کمتر از نه سال دارد وطی (نزدیکی کردن) او برای وی جایز نیست چه اینکه زوجه دائمی باشد، و چه منقطع، و اما سایر کام‌گیری‌ها از قبیل لمس به شهوت و آغوش گرفتن و تفخیذ (لاپایی) اشکال ندارد هر چند شیرخواره باشد، و اگر قبل از نه سال او را وطی کند اگر افضاء (یکی گردانیدن راه ادرار-کانال رحمی یا راه ادرار-مقعد) نکرده‌باشد به غیر از گناه چیزی بر او نیست» و در صورتی که منجر به افضاء او شود، منجر به ممنوعیت دائمی رابطه جنسی آن دو می‌گردد و مرد باید دیه کامل قتل یک انسان را به همسرش بدهد. ماده ۴۷۶ قانون مجازات اسلامی در همین زمینه اعلام کرده که هر «جنایتی که باعث از بین رفتن توان مقاربت به‌طور کامل شود دیهٔ کامل دارد». هرچند ایشان در توضیح المسائل خود فتوا داده‌ است که:«برای انجام رضایت به ازدواج، باید دو طرف عقد (مرد و زن) بالغ و رشید باشند، بنابراین اگر دختر دارای رشد نیست نمی توان او را به عقد دیگری درآورد...همچنین اگر دختری بالغ باشد ولی رشید نباشد یعنی صاحب درک و فهم نشده باشد و نتواند خوب و بد و سود و زیان خود را تشخیص دهد، عقد وی نیز صحیح نیست.»
فقیه شیعه صاحب جواهر در این رابطه بیان داشته‌است که ازدواج با دختر نابالغ (زیر نه سال) جائز است و هرگونه بهره‌برداری و استمتاعات جنسی (اعم از تقبیل (بوسیدن)، لمس و…) به غیر از دخول را جائز دانسته‌است. فاضل مقداد نیز که از مفسرین قرآن شناخته می‌شود و به عنوان یکی از فقهای بزرگی که در رابطه با آیات الاحکام مطالبی به رشته تحریر درآورده است در این رابطه چنین بیان می‌دارد که هر گونه استمتاعات جنسی اعم از بوسیدن و در آغوش رفتن و تفخیذ (قرار دادن آلت تناسلی مردانه بین ران) جائز و البته استفاده جنسی به نحو دخول، منوط به رسیدن دختر به سن ۹ سال (بلوغ) است. از میان فقهای معاصر فاضل لنکرانی بر این رای است که مطابق ادله و اصول، ازدواج با دختر نابالغ، جائز بوده و هرگونه استمتاع جنسی از ایشان به غیر از دخول صحیح است.
ناصر مکارم شیرازی در دیدار اعضای کمیسیون فرهنگی مجلس و در پاسخ به استفتاء عضو هیئت رئیسه کمیسیون، فتوایی دربارهٔ ازدواج دختران در سنین پایین صادر کرد. او در پاسخ به این مسئله که ازدواج در سنین زیر سیزده سال در کشور ما باعث آسیب شده‌است گفت که از نظر فتوا اجازه این ازدواج را نداده و نمی‌دهم.

## دلایل و پیامدها
فقر مادی، تحصیلات پایین خانواده‌ها، باورهای سنتی و ضعف قوانین از جمله علت‌های اجتماعی ازدواج‌های زودهنگام است. در بیشتر موارد خانوادهٔ داماد به خانواده عروس که اغلب فقیر هستند پولی پرداخت می‌کنند (مثلاً به صورت شیربها).
از پیامدهای ازدواج زودهنگام می‌توان به افزایش بی‌سوادی و کم‌سوادی در میان زنان، چندزنی، پدیده فرار از خانه و همسرکشی اشاره کرد. پروین بختیارنژاد که تحقیق جامعی دربارهٔ این پدیده در ایران داشته‌است، آن را معادل «فروش دختران» خانواده‌های فقیر، و بسیار مضر برای این کودکان می‌داند.